# Илори, Тиагу
Тиа́гу Абио́ла Делфи́н Алме́йда Ило́ри (порт. Tiago Abiola Delfim Almeida Ilori; 26 февраля 1993, Лондон) — португальский футболист, защитник лиссабонского «Спортинга».

## Клубная карьера
Тиагу родился в Лондоне в семье англичанина нигерийского происхождения и португалки. В 2006 году Илори присоединился к юношеской команде лиссабонского «Спортинга», перейдя из клуба «Имортал». На сезон 2007/08 Тиагу был отдан в аренду молодёжной команде «Эшторил-Прая».
6 ноября 2011 года Илори дебютировал в основном составе «Спортинга», отыграв весь матч против «Униан Лейрия». 14 декабря он сыграл свою первую игру в Лиге Европы в матче с «Лацио».
В своей четвёртой игре за первый состав «Спортинга» 16 февраля 2013 года против «Жил Висенте» Илори забил свой первый гол, отличившись уже на 6-й минуте матча.
В мае 2013 года в СМИ появилась информация, что «Ливерпуль» намерен приобрести Илори. Через месяц было объявлено, что «Спортинг» отверг предложение английского клуба. 2 сентября 2013 года Илори всё же стал футболистом «Ливерпуля». Не сыграв в новой команде ни одного матча, был отдан в аренду в январе 2014 года в испанскую «Гранаду».

## Достижения
«Спортинг»
- Обладатель Кубка Португалии: 2018/19